# Samsung Galaxy Pro
Samsung Galaxy Pro — смартфон от компании Samsung на мобильной операционной системе Android, оснащённый qwerty-клавиатурой. Аппарат позиционируется как устройство для общения и бизнеса. Полноразмерная клавиатура позволяет удобно и быстро отвечать на входящие сообщения. Смартфон был анонсирован в марте 2011 года.